# Terre de Gustav Adolf
La Terre de Gustav Adolf est un territoire administratif norvégien situé sur l'île de Nordaustlandet, Svalbard, qui se compose dans sa majeure partie de glaciers dont la partie sud de l'Austfonna qui est principalement sur la Terre de Harald V. La Terre de Gustav Adolf s'étend tout au sud de Nordaustlandet, à partir de la rive sud du fjord Wahlenbergfjorden.  La Terre de Gustav Adolf est principalement couverte par des glaciers dont le Sørfonna qui bien que moins connu que son voisin auquel il est relié, l'Austfonna, n'en reste pas moins l'une des calottes glaciaires les plus grandes d'Europe.
Le nom de la région fait référence au roi Gustave VI Adolphe de Suède, qui a régné de 1950 à 1973.